# Morphine
«Morphine» (англ. Морфін) — американський музичний колектив у стилі альтернативного року, інді-рок, джаз-рок та експериментальний рок. Створений у 1989 році Марком Сендманом та Деном Коллі в Кембриджі, штат Массачусетс, США. Гурт записав п'ять успішних студійних альбомів. Morphine припинив існування у 1999 після смерті від серцевого нападу вокаліста Марка Сендмана. Після чого гурт, майже без зміни стилю та звучання, був реформований у гурт «Vapors of Morphine».
«Morphine» поєднали блюзові та джазові елементи з традиційним рок-аранжуванням, що створило унікальне звучання. У текстах авторства Сендмена просліджується вплив лірики покоління бітників. Самі музиканти називали свій стиль «лоу-роком».

## Історія

### Заснування, ранні роки (1989—1996)
«Morphine» було створено у 1989 році басистом та вокалістом Марком Сендменом, членом альтернативного блюз-рок гурту «Treat Her Right», саксофоністом Деном Коллі, колишнім членом місцевого бостонського гурту «Three Colors» та ударником Джеромом Дюпре, який грав з Сендменом в «Hypnosonics». Сендмен того часу багато експериментував, використовуючи саморобні інструменти. Він грав, використовуючи слайд, на власноруч сконструйованій однострунній бас-гітарі, до якої пізніше додав другу струну. Дюпре тимчасово покинув гурт за станом здоров'я у 1991 році та був ненадовго замінений ударником «Treat Her Right» Біллі Конвеєм. За цей час «Morphine» привернули увагу місцевої публіки, іноді гастролюючи.
Після повернення Дюпре було записано дебютний студійний альбом Good. Альбом отримав позитивні відгуки критиків та збільшив кількість шанувальників гурту.
Наступний альбом Cure for Pain зробив гурт відомим за межами Нової Англії, а пісні «Thursday» і «Buena» стали хітами на деяких студентських радіостанціях. Після видання альбому був організований тур США, Японією, Австралією та країнами Європи.
1995-го гурт повернувся до студії, де записав третій альбом Yes. Кліп на сингл «Honey White» показали в анімаційному шоу «Бівис і Батхед» на MTV. Композиції «Honey White», «Buena», «Have a Lucky Day» використано у фільмі «Нічого втрачати».

### DreamWorks Records (1997—1999)
Після двох років гастрольних турів гурт підписав контракт з лейблом «DreamWorks Records», на якому у 1997 році відбувся реліз альбому Like Swimming. Критики схвально сприйняли новий запис, але очікуваного прориву у мейнстрім не відбулося. В березні 1997 з'явився кліп на сингл «Early to Bed», який став улюблений у фанатів та пізніше номінований на премію Греммі. Цього ж року було видано збірку бутлеґів B-Sides and Otherwise.
В 1999 році завершилась робота над альбомом «The Night».
3 липня 1999 року, Сендмен звалився на сцені фестивалю «Nel Nome del Rock» в місцевості Палестріна, недалеко від Риму. Незабаром стало відомо, що виконавець помер в результаті серцевого нападу. Незабаром після цієї трагедії гурт розпався. Альбом The Night було видано вже після смерті Сендмена, у 2000 році.

## Дискографія
Студійні записи
- Good (1992)
- Cure for Pain (1993)
- Yes (1995)
- Like Swimming (1997)
- The Night (2000)

Концертні альбоми
- Bootleg Detroit (2000)

Комплікації
- B-Sides and Otherwise (1997)
- The Best of Morphine: 1992-1995 (2003)
- Sandbox: The Mark Sandman Box Set (2004)
- At Your Service (2009)

Сингли
- «Buena» (1993)
- «Thursday» (1993)
- «Cure for Pain» (1994)
- «Super Sex» (1995)
- «Honey White» (1995)
- «Early to Bed» (1997)
- «Murder for the Money» (1997)
- «Eleven O'Clock» (1999)